# Филип Дорн
Филип Дорн (име по рођењу Хајн ван дер Нит; 30. септембар 1901 – 9. мај 1975), понекад назван Фриц ван Донген (име које је коришћено за немачке филмове пре Другог светског рата), био је холандско-амерички глумац. Последњи део каријере је провео у у Холивуду. Најпознатији је био по улози оца у филму I Remember Mama (1948).

## Ране године
Дорн је рођен у Схевенингену, Хаг, Холандија 1901. године, а дебитовао је као глумац са 14 година у холандским продукцијама. Дипломирао је на Академији за ликовну уметност и архитектуру у Схевенингену. Служио је у Краљевској гарди краљице Вилхелмине.

## Каријера

### Низоземска
Дорн је дебитовао под именом Фритс ван Донген у Op Hoop van Zegen (1934) у режији Алекса Бена. Имао је главне улоге у De Big van het Regiment (1935), The Cross-Patch(1935), Op Stap (1936) и Rubber (1936). Појавио се на сцени у филмовима Camille, Ghosts and Journey's End. Са позоришном дружином је такође обилазио Јаву.

### Немачка
Дорн се преселио у Немачку где се појавио у The Tiger of Eschnapur (1938) и његовом наставкуThe Indian Tomb (1938). Такође је глумио у Covered Tracks (1938) и The Journey to Tilsit (1939).

### Холивуд
Преселио се у Сједињене Америчке Државе у августу 1939, само две недеље пре избијања Другог светског рата. Отишао је тамо на наговор Хенрија Костера који је режирао филмове у којима је раније глумио у Холандији.
Костер је радио са Universal у и Дорн је снимио три филма за тај студио: Enemy Agent (1940), Ski Patrol (1940), Diamond Frontier (1940). Дорн је отишао у MGM где је имао споредне улоге у филмовима Escape (1940) и Зигфелдова девојка (1941).
Worners му је дозволио да игра главну улогу у фил Underground (1941). У MGM-у је имао споредну улогу у Тарзановом тајном благу (1941) и ставили су га у филм др Килдера, Born to be Bad, који је морао поново да се снима када је глави глумац Лу Ејрес отпуштен. Дорн га је заменио као нови лекар и филм се звао Calling Dr. Gillespie (1942).
Глумио је споредну улогу у филм Random Harvest (1942) и остварио је улогу у Reunion in France(1942).
20th Century Studios му је дао главну улогу у Четницима! Борбени герилци (1943), у којем игра генерала Дражу Михаиловића. Исти студио му је дао улогу у Paris After Dark (1943). Глумио је у Passage to Marseilleе (1944). MGM му је поверио главну улогу у Б филму, Плава грозница (1944). За Warner Bros је глумио у филму Escape in the Desert (1945), римејку Окамењене шуме.
Године 1946. појавио се на сцени са Клер Тревор у The Big Two. Требало је да наступи у Сингапуру, али је морао да се повуче када се разболео од упале плућа. Потом је остварио још неколико улога, махом споредних.

### Повратак у Немачку
По повратку у Немачку, Дорн је глумио у филмовима Behind Monastery Walls (1952), Towers of Silence (1952), Dreaming Lips (1953) и Salto Mortale (1953).

## Лични живот
Дорн је патио од флебитиса који је захтевао операцију и изазвао низ можданих удара. Након несреће на сцени, повукао се 1965. и провео наредних 10 година  живота у свом дому у Калифорнији.
Био је два пута ожењен. Његова прва жена (од 1921. до 1930.) била је Корнелија Марија Твилт. Његова друга жена била је холандска глумица Маријана ван Дам. Били су у браку од 1933. до његове смрти 1975. године.

## Смрт
Дорн је умро од срчаног удара у Motion Picture & Television Country House and Hospital у Вудланд Хилс, Лос Анђелес, Калифорнија, 9. маја 1975. Имао је 73 године. Иза њега су остале супруга и ћерка.

## Делимична филмографија
- Op hoop van zegen (1934) – Geert – haar zoon
- De Big van het Regiment (1935) – Berkhage
- The Cross-Patch или De Kribbebijter (1935) – Willy
- Op Stap (1935) – George van Reen
- Rubber (1936) – John van Laer
- The Tiger of Eschnapur (1938) – Maharadscha von Eschnapur
- Waltz Melodies (1938) или Immer wenn ich glücklich bin..! – Hans v. Waldenau
- The Indian Tomb (1938) или Das indische Grabmal – Maharadscha von Eschnapur
- Covered Tracks (1938) или Verwehte Spuren – Dr. Fernand Morot
- The Jumping Jack или Der Hampelmann (1938) – Peter
- The Journey to Tilsit или Die Reise nach Tilsit  (1939) – Endrik Settegast
- Enemy Agent (1940) – Doctor Jeffry Arnold
- Ski Patrol (1940) – Lt. Viktor Ryder
- Diamond Frontier (1940) – Jan Stafford De Winter
- Escape (1940) – Dr. Ditten
- Ziegfeld Girl (1941) – Franz Kolter
- Underground (1941) – Eric Franken
- Tarzan's Secret Treasure (1941) – Vandermeer
- Calling Dr. Gillespie (1942) – Dr. John Hunter Gerniede
- Random Harvest (1942) – Dr. Jonathan Benet
- Reunion in France (1942) – Robert Cortot
- Chetniks! The Fighting Guerrillas (1943) – Draza Mihailovic
- Paris After Dark (1943) – Jean Blanchard
- Passage to Marseille (1944) – Renault
- Blonde Fever (1944) – Peter Donay
- Escape in the Desert (1945) – Philip Artveld
- I've Always Loved You (1946) – Leopold Goronoff
- I Remember Mama (1948) – Papa
- The Fighting Kentuckian (1949) – Col. Georges Geraud
- Spy Hunt (1950) – Paul Kopel
- Sealed Cargo (1951) – Konrad
- Behind Monastery Walls (1952) – Thomas Holinka
- The Unholy Intruders (1952, или Hinter Klostermauern) – Thomas Holinka
- Towers of Silence или Türme des Schweigens (1952) – Captain de Vries
- Dreaming Lips или Der träumende Mund (1953) – Michael
- Salto Mortale (1953) – Cadenos (final film role)